# Marie Litzinger
 Marie Paula Litzinger  (* 8. Mai 1899 in Bedford, Pennsylvania; † 7. April 1952) war eine US-amerikanische Mathematikerin und Hochschullehrerin. Sie forschte zur Zahlentheorie, zu homogenen Polynomen und zur modularen Arithmetik.

## Leben und Forschung
Litzinger besuchte die Grundschule und weiterführende Schule in Bedford und absolvierte 1916 die High School. Von 1916 bis 1923 besuchte sie das Bryn Mawr College, wo sie 1920 ihren Bachelor- als auch 1922 ihren Master-Abschluss erhielt. Von 1923 bis 1924 besuchte sie Kurse von Guido Castelnuovo, Federigo Enriques und Vito Volterra an der Universität von Rom. Im folgenden Jahr unterrichtete sie an der Greenwich Academy in Greenwich (Connecticut). 1925 wurde sie am Frauencollege Mount Holyoke College in Massachusetts Ausbilderin und 1928 Assistenzprofessorin. Sie promovierte 1934 an der University of Chicago bei Leonard Eugene Dickson mit der Dissertation: A Basis for Residual Polynomials in n Variables. 1937 wurde sie am Mount Holyoke College zum außerordentlichen Professor und 1942 zum Professor befördert. 1948 erhielt sie einen Lehrstuhl für Mathematik der John Stewart Kennedy Foundation.

## Mitgliedschaften
- American Mathematical Society
- American Association of University Professors
- Sigma Xi

## Veröffentlichungen (Auswahl)
- 1935 A basis for residual polynomials in n variables. Trans. Amer. Math. Soc. 37.
- 1949 Real numbers for freshmen. Math. Mag. 22.